# Museo nacional de Sandervalia
El Museo nacional de Sandervalia (en francés: Musée National de Sandervalia, también llamado Museo nacional de Conakri) es el Museo nacional de Guinea, situado en la capital, Conakri. Se estableció poco después de la independencia en 1960. Contiene exhibiciones de la etnografía y la prehistoria de Guinea, y tiene una colección considerable de máscaras y  fetiches y una gama diversa de arte. El museo está situado junto al Hospital Ignace Deen.